# هواگردسازی شوایتزر
هواگردسازی شوایتزر (به انگلیسی: Schweizer Aircraft) یک شرکت سازنده محصولات بادپر، هواگرد کشاورزی و بالگرد است که پایگاه آن در ایالت نیویورک می‌باشد. این شرکت در سال ۱۹۳۹ توسط برادران شوایتزر بنیانگذاری شد و نخستین بادپر خود را در دهه ۱۹۳۰ میلادی ساختند. شرکت شوایتزر در سال ۲۰۰۴ میلادی توسط شرکت بزرگ سیکورسکی خریداری شد تا رسماً یک شرکت زیرمجموعه لقب بگیرد. به دستور سیکورسکی کلیه محصولات شرکت شوایتزر در سال ۲۰۱۲ میلادی توقف تولید شدند و شرکت به کار خود پایان داد. شرکت سیکورسکی از هر نظر در زمینه هواگردسازی از شوایتزر برتر بود و هیچ علاقه‌ای به برند شوایتزر یا فناوری آن نداشت بلکه تنها برای دستیابی به فناوری پهپادی که در شرکت شوایتزر موجود بود، این شرکت راخریداری کرد تا بهره‌گیری از تجربیات شوایتزر، دانش الکترونیکی خود را در زمینه پهپاد افزایش دهد. از این رو شرکت شوایتزر رسماً از سال ۲۰۱۲ تا ۲۰۱۸ بعنوان یک زیرگروه منحل‌شده به حساب می‌آمد. کارکنان سابق شرکت شوایتزر که میراث این شرکت را در خطر دیدند، بر آن شدند تا شرکت را زنده نگهدارند و با ثبت یک شرکت جدید و نوپا توانستند بودجه‌ای فراهم کنند تا سهام خطوط تولید را دوباره از سیکورسکی بخرند. سهام شرکت منحل شده در سال ۲۰۱۸ به کارکنان فروخته شد و خطوط تولید شوایتزر دوباره راه‌اندازی شدند. شرکت جدید «شوایتزر آراِس‌جی» نام دارد.

## محصولات

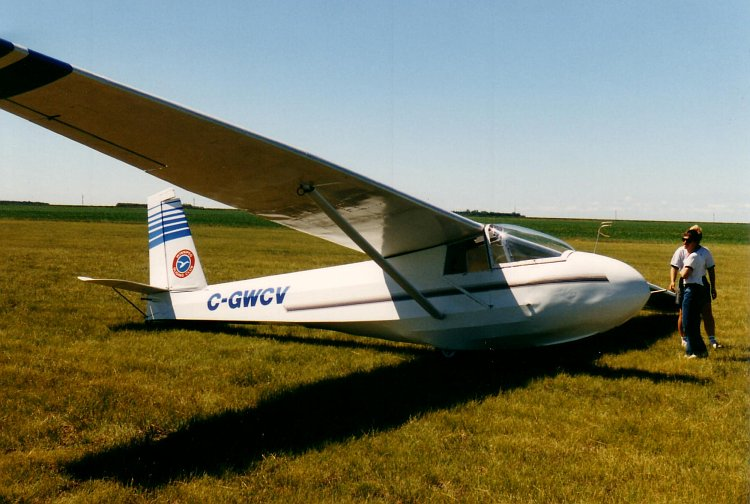
گلایدر
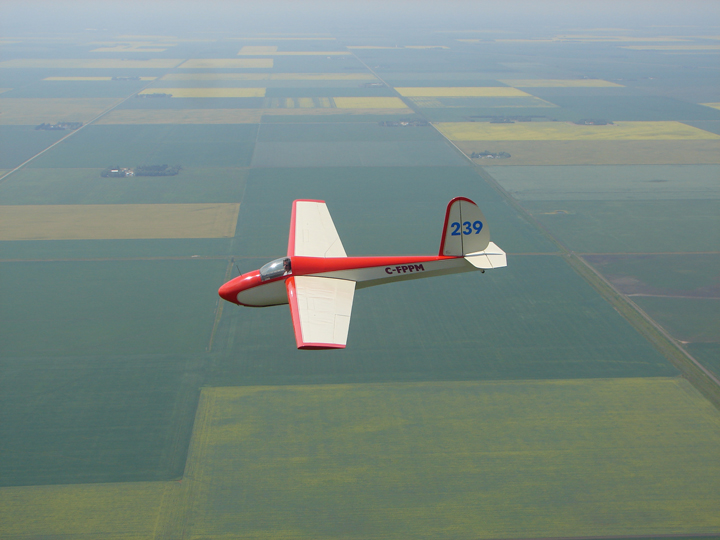
گلایدر
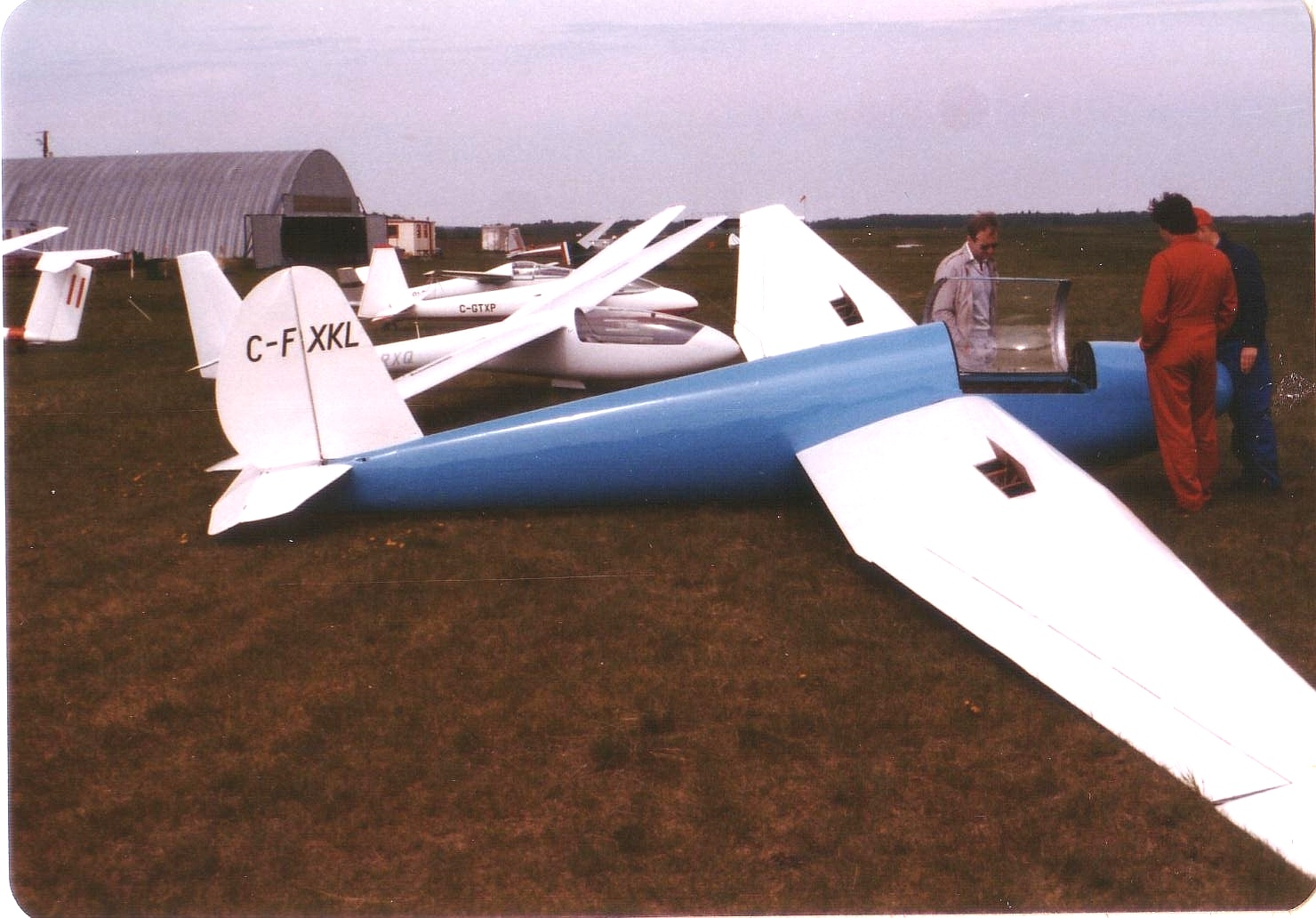
گلایدر
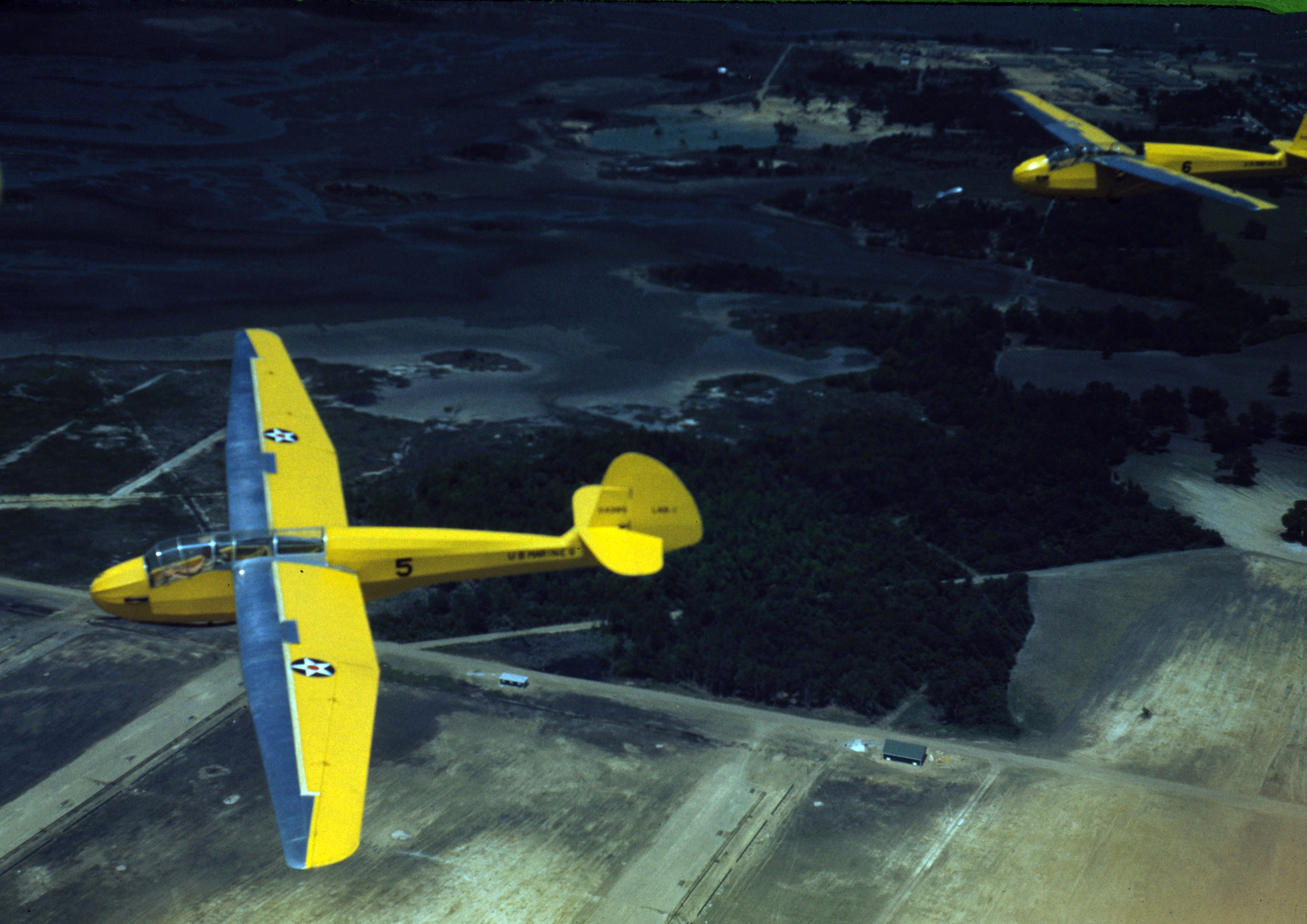
گلایدر
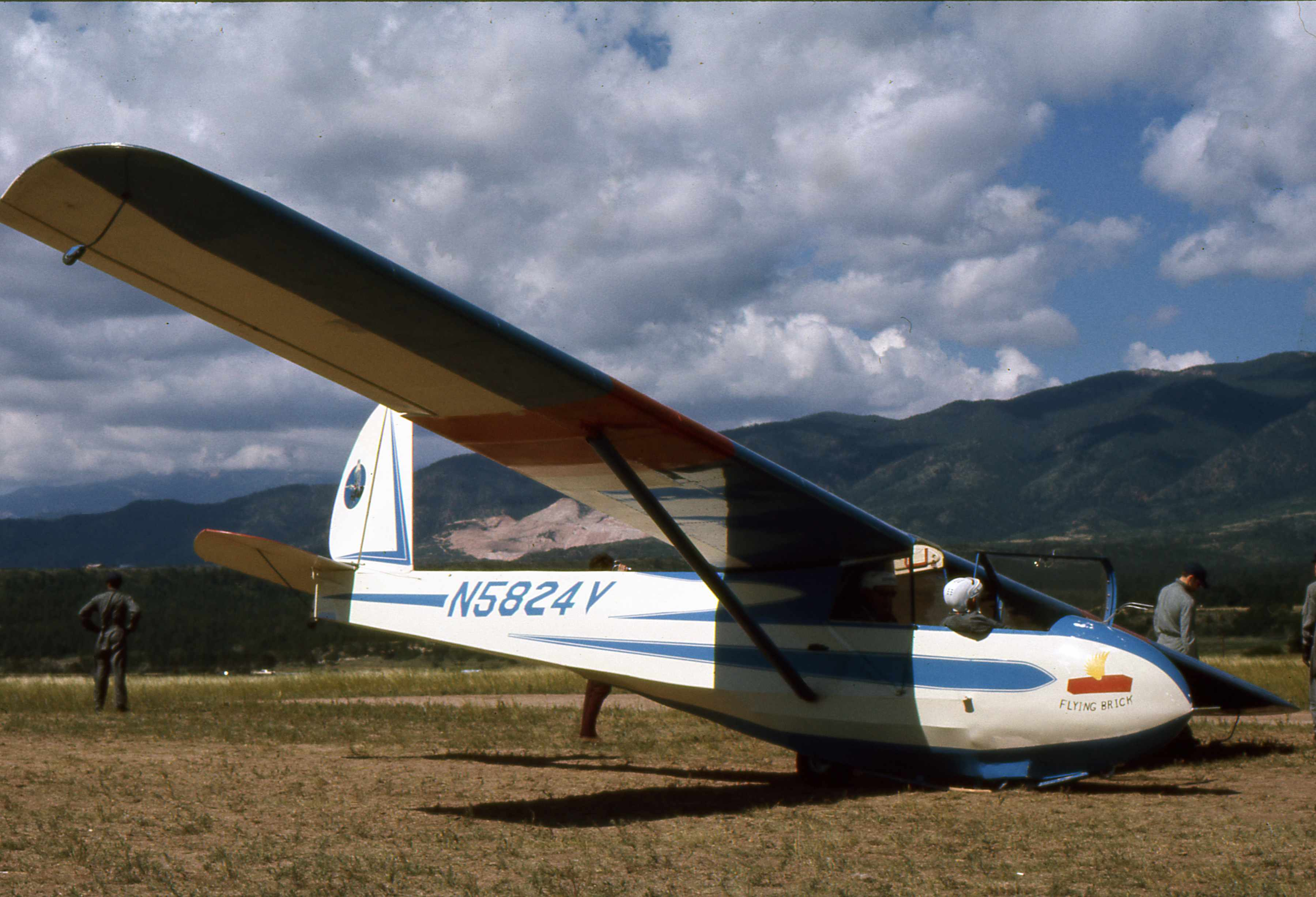
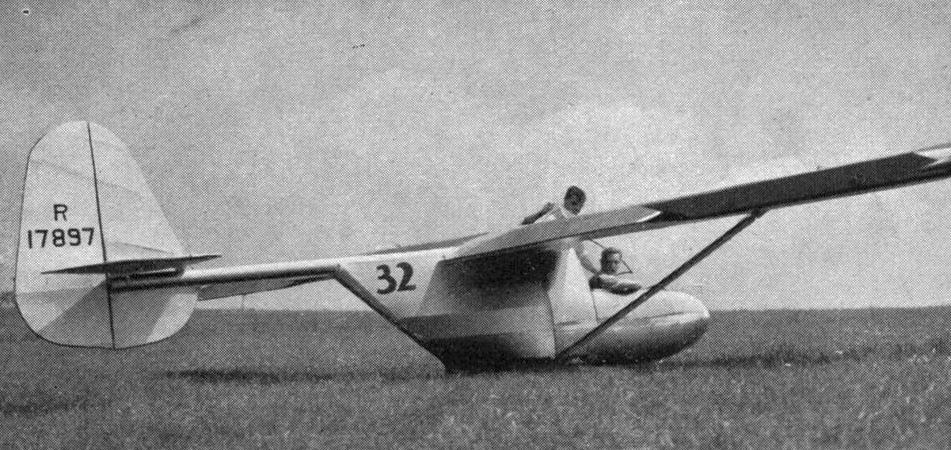
گلایدر ۱۹۳۸
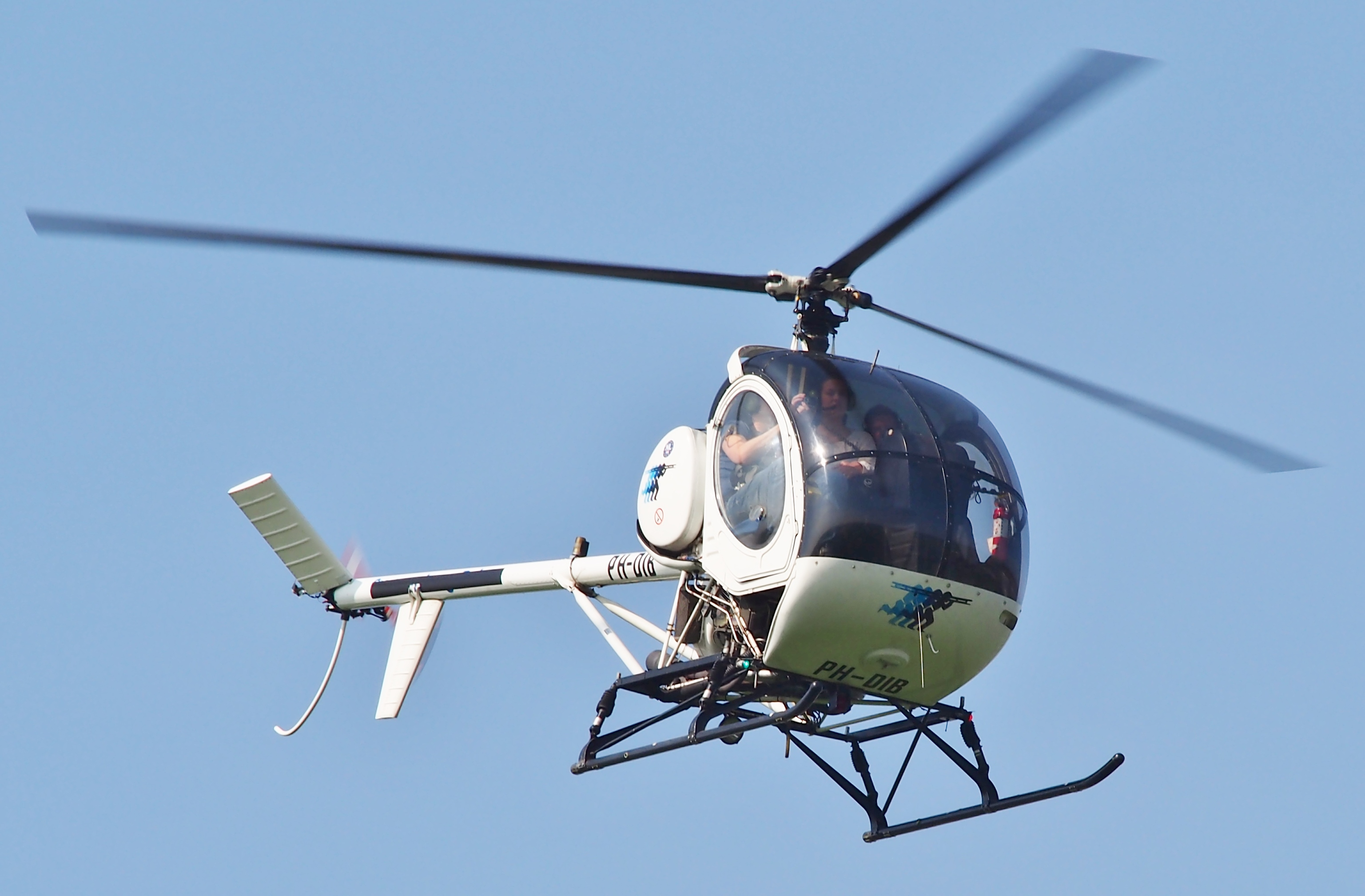
شوایتزر اس-۳۰۰
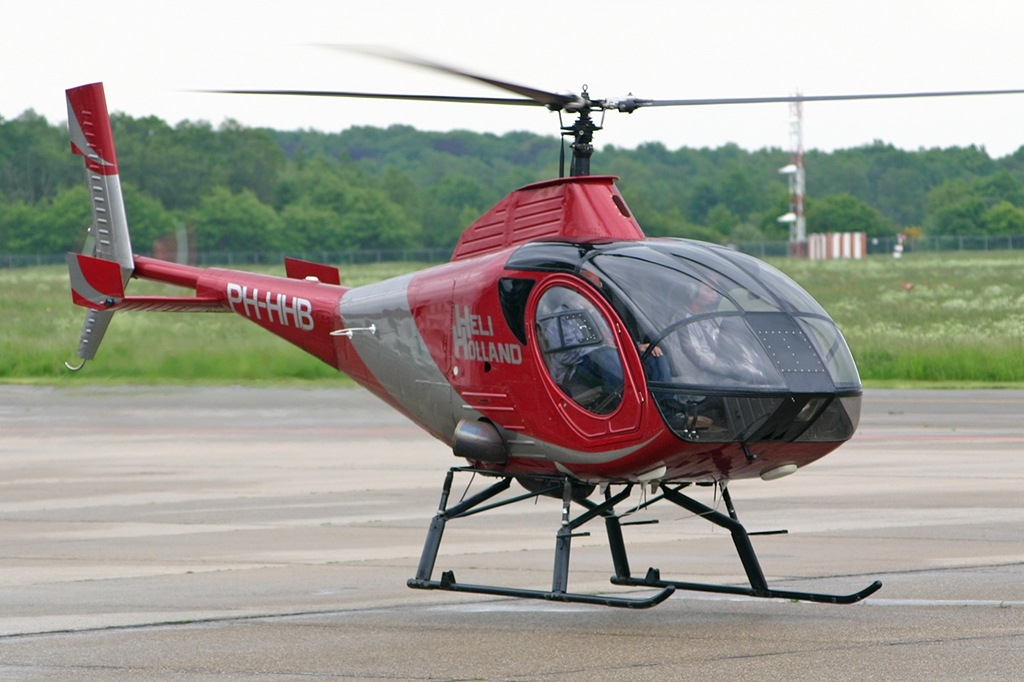
شوایتزر اس-۳۳۳